# Xã Center, Quận Boone, Indiana
Xã Center (tiếng Anh: Center Township) là một xã thuộc quận Boone, tiểu bang Indiana, Hoa Kỳ. Năm 2010, dân số của xã này là 18.030 người.